# Amico Aspertini

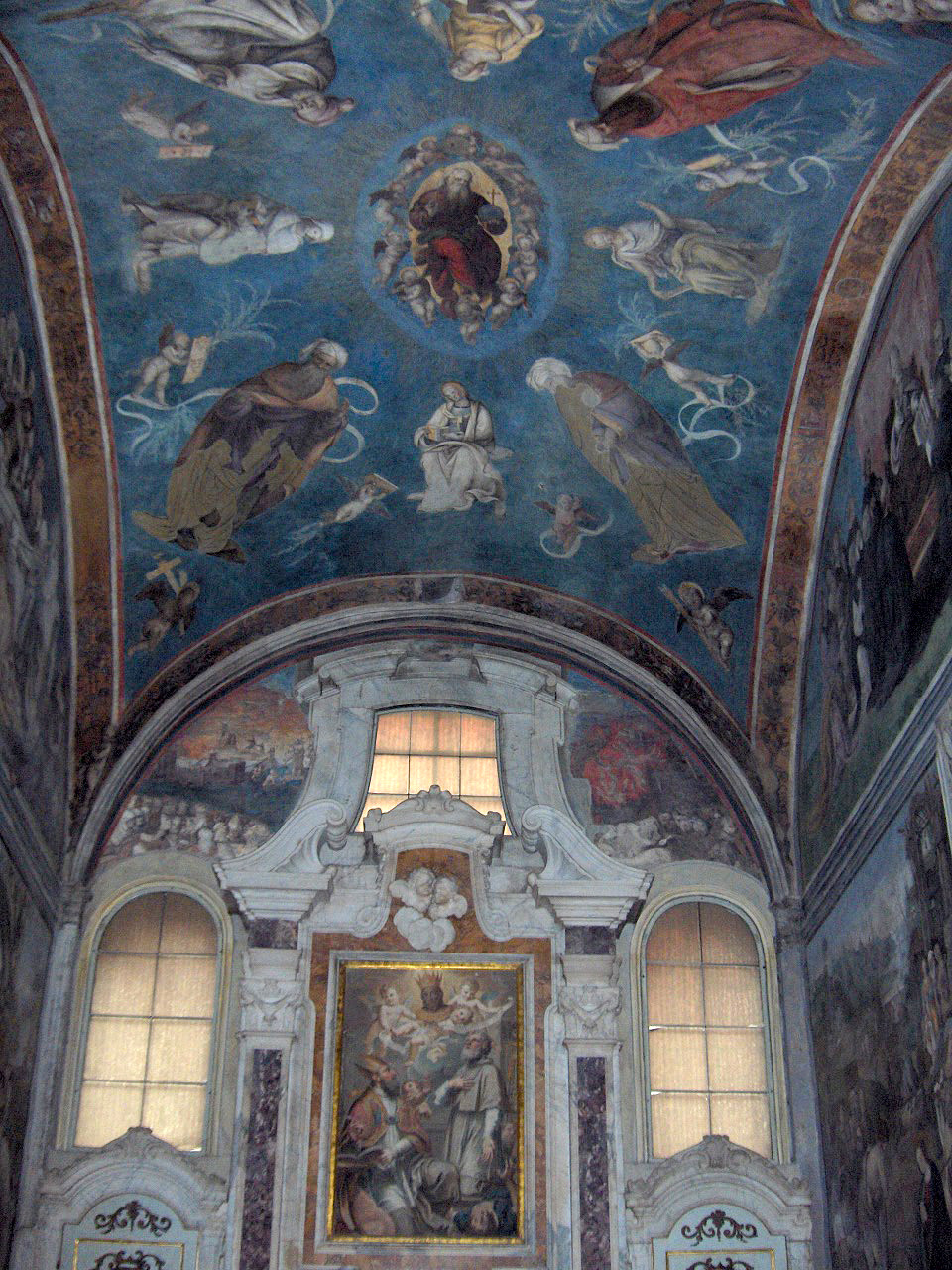
Bolta Capelei Crucii din Basilica di San Frediano, Lucca, Italia.

Amico Aspertini, numit și Amerigo Aspertini, (n. 1475, Bologna, Sfântul Imperiu Roman – d. 1552, Bononia, Statele Papale) a fost un pictor și sculptor renascentist italian al cărui stil complex, excentric și eclectic anticipează manierismul. Este considerat unul dintre exponenții de frunte ai școlii bologneze de pictură.

## Biografie
S-a născut la Bologna într-o familie de pictori (printre care se numără Giovanni Antonio Aspertini, tatăl său, și Guido Aspertini, fratele său), și a studiat cu maeștri precum Lorenzo Costa⁠(d) și Francesco Francia⁠(d). A călătorit la Roma împreună cu tatăl său în 1496 și este menționat pentru scurt acolo din nou între 1500–1503, revenind apoi la Bologna și pictând într-un stil influențat de Pinturicchio și Filippino Lippi (ale cărui lucrări criticul Roberto Longhi a sugerta [în Officina ferrarese, 1934). ] că este posibil să le fi văzut în Florența înainte de 1500). Anilor săi romani aparțin cel puțin două colecții de desene, „Caietul Parma” (Taccuino di Parma) și Codexul Wolfegg. La Bologna, în 1504, s-a alăturat lui Francia și Costa pentru a picta fresce pentru Oratoriul Santa Cecilia de lângă San Giacomo Maggiore⁠(d), o lucrare comandată de Giovanni al II-lea Bentivoglio.
În 1508-1509, în timp ce se afla în exil la Bologna, după căderea familiei Bentivoglio, Aspertini a pictat splendidele fresce din Capela Crucii din Basilica di San Frediano din Lucca (o biserică, precum Oratoriul Santa Cecilia, întreținută de călugări augustinieni). Aspertini a fost, de asemenea, unul dintre cei doi artiști aleși să decoreze un arc de triumf pentru intrarea în Bologna a Papei Clement al VII-lea și a împăratului Carol al V-lea în 1529. A realizat sculpturi pentru ușile din Bazilica San Petronio din Bologna. Aspertini a pictat, de asemenea, decorațiuni de fațadă (toate pierdute în prezent) și altare. Multe dintre lucrările sale sunt adesea excentrice și încărcate în expresie. De exemplu, Pietà pe care a pictat-o în interiorul bisericii San Petronio pare să se desfășoare pe un cer electric din altă lume.
Aproape contemporanul său toscan, Giorgio Vasari, l-a descris pe Aspertini (în Viețile) ca având o personalitate excentrică, pe jumătate nebună. Potrivit lui Vasari, era ambidextru și lucra atât de repede cu ambele mâini încât era capabil să împartă clarobscurul între ele, pictând chiaro-ul cu o mână și scuro cu cealaltă. Vasari îl citează și pe Aspertini care se plângea că toți colegii săi bolognezi îl copiau pe Rafael.
A murit la Bologna.